# 후나사카 히로시
후나사카 히로시(일본어: 舩坂 弘, 1920년 10월 30일~2006년 2월 11일)는 일본의 육군 군인이자, 반전 운동가로 최종 계급은 군조(중사)였다. 앙가우르 전투에서 활약했다. 종전 후에는 대성당서점(大盛堂書店)을 열고 대표이사이자, 회장을 맡았다. 제2차 세계 대전의 종전 후에는 전일본총검도연맹에 가입하였고, 남태평양위령협회 이사, 대성당도장관주 등을 역임했다. 이후에는 미국의 텍사스주로부터 명예 시민증도 수여받았다. 도저히 믿을 수 없는 백병전 전과를 올려 개인으로는 유일하게 《전사총서》에 이름이 실려 있다.
특별총검술휘장, 특별사격휘장, 검도 교사 6단, 거합도 연사(錬士), 총검도 연사 등 각종 무술 및 사격에 통달하였다.

## 생애

### 어린 시절
도치기현 가미쓰가 군의 니시카타 정(오늘날의 도치기시)에서 태어나 자랐다. 농가의 3남으로 태어났으며, 어려서부터 주위의 골목대장이었다. 소학교, 심상고등소학교를 마치고 공민학교를 졸업했지만, 그것으로는 만족하지 못하고 와세다 중학의 강의록으로 독학했다. 그 보람이 있어 전문학교 검정고시에 합격하고, 이듬해인 1939년에는 만몽학교 전문부에 입학해 3년간 수학했다.

### 육군 입대
1941년 3월에 우츠노미야 제36부대에 현역 입대한 직후, 만주국 전선에 배치되어 치치하얼 제219부대에 배속된다. 치치하얼 제219부대는 우츠노미야 보병 제59연대를 주체로 한 부대이며, 가상적국인 소련군의 침공에 대비해 노몬한, 아르샨, 논잔, 하이라얼의 국경 경비대로 있었다. 후나사카는 제59연대 제1대대 제1중대(통칭 이시하라 중대) 척탄통 분대에 배속되었다.
이때부터 검도와 총검술 유단자였으며, 특히 총검술에 뛰어났다. 후나사카는 치치하얼에서의 훈련 중에 육군 토야마 학교 출신의 준위에게 “자네의 총검술은 3단에 필적한다”고 보장받을 정도의 실력을 가졌다. 또한 후나사카는 척탄통 분대장이었지만 동시에 중대 최고의 소총수이기도 하여 입대 이후 30여 차례의 표창을 받았다. 치치하얼 제219부대에서 사격휘장과 총검술휘장을 동시에 받은 것은 후나사카 전에도 없었고 후에도 없다 하여 독점적으로 유명했다.
태평양 전쟁 전황이 악화되면서 1944년 3월 1일에는 제59연대도 남방작전 동원령에 따라 태평양 전역에 배치되었다. 후나사카 히로시가 속한 제59연대가 팔라우의 앙가우르섬에 도착한 것은 같은 해 4월 28일이었다. 남방 동원령 당시 후나사카는 제대를 눈앞에 두고 있었으나, 전황의 악화로 인해 제대가 허락되지 않고 주력부대와 함께 앙가우르에 상륙하게 된다. 당시 후나사카는 23세였다. 중대에서 가장 모범적인 병사로 꼽히며 부하들에게 덕망도 두터웠다.

### 팔라우 앙가우르 전투
앙가우르 전투는 제2차 세계 대전 중 팔라우-마리아나 전역 최후의 전투이며, 이 전투에서 후나사카는 엄청난 전과를 올렸다. 척탄통 및 구포를 사용해 미군 200명 이상을 살상하였다. 수제작전에 의해 중대가 궤멸되는 가운데 후나사카는 총열이 새빨갛게 달아오를 때까지 척탄통을 쏘고 계속 후퇴하여 대대의 잔존 병력들과 섬 북서쪽 동굴에 농성, 유격전을 이행했다.
전투 3일째 후나사카는 미군의 공세에 왼쪽 대퇴부에 열상을 입었다. 몇 시간 동안 방치된 끝에 도착한 군의관은 상처를 보자마자 자살용 수류탄을 쥐여주고 떠나 버렸다. 그러나 후나사카는 붕대 대신 일장기로 다리를 지혈하고 밤새 포복해서 동굴 진지에 매복하였으며 다음날에는 왼발을 끌면서도 걸을 수는 있을 정도로 회복했다. 그 뒤로도 빈사상태의 부상을 몇 번이나 입었으나 금세 회복하는 일이 반복되었다.
후나사카는 절망적인 전황에서 권총 3연사로 미군 3명을 쓰러뜨리고 노획한 기관단총으로 또 3명을 한꺼번에 사살하고 왼발과 양팔에 부상을 입은 상태에서 총검으로 1명을 척살, 적의 기관총수에게 총검을 투척하여 죽이는 등 귀신같은 분전을 계속했다. 후나사카의 모습을 본 부대원들은 "불사신 분대장", "악마의 분대장"이라는 별명이 붙었다.
그러나 식량도 물도 없는 상태에서 일본군은 서서히 수세에 몰렸고, 부대는 괴멸 지경에 이르렀다. 후나사카는 수류탄 자살을 기도했으나 수류탄이 불발해 실패하고, 기왕 이렇게 된 것 죽기 전에 적어도 적장을 쓰러뜨리겠다고 미군 사령부에 단신으로 자살적 육탄돌격을 감행한다. 수류탄 6발을 몸에 묶고 권총 1정을 가지고 전초기지를 돌파, 4일째에는 미국 육군 지휘소 텐트에서 20 미터 떨어진 지점까지 침투했다. 이때까지 입은 부상은 크고 작은 것이 모두 합쳐 24개였으며, 그 중 중상은 왼쪽 대퇴부 열상, 왼쪽 상완부 관통상 2개, 머리의 타박상, 왼쪽 복부 총상 5개가 있었으며, 오른쪽 어깨 염좌와 오른쪽 발목 탈골이 있었다. 또 오랫동안 포복했기 때문에 팔꿈치와 다리의 옷이 다 벗겨졌고, 전투에 의한 화상과 전신에 파고든 포탄 파편에 의해 귀신과 같은 몰골이었다 한다.
당시 미군 지휘소에는 6개 보병대대, 1개 기갑대대, 6개 포병중대, 고사기관포대대 등 총 1만명이 주둔하고 있었으며, 후나사카는 이 대병력의 지휘관들이 지휘소 텐트에 모일 때를 노려 기다리고 있었다. 지프가 속속 사령부에 도착하는 것을 보고 오른손에 수류탄 안전 마개를 뽑아쥐고 왼손에 권총을 들고 뛰쳐나갔다. 갑자기 숲에서 모습을 드러낸 괴상한 차림새의 일본군을 발견한 미군은 놀라서 목소리도 낼 수 없었다 한다.
미군의 동요는 거들떠보지도 않고 사령부를 목표로 혼신의 힘으로 돌진하는데, 수류탄 신관을 터뜨리기 직전에 개머리판에 뒷목을 얻어맞고 졸도한다. 미군 군의관은 후나사카를 보고 이미 틀렸다고 하면서도 야전병원으로 옮겼는데, 후나사카는 병원으로 실려가면서 “이것이 할복이다, 일본의 사무라이만이 할 수 있는 용감한 죽음”이라고 발악했다. 그런데 죽을 줄 알았던 후나사카는 3일 후 미군 야전병원에서 소생했다. 후나사카는 처음 깨어났을 때 주위의 의료기구를 때려부수고 급하게 달려온 헌병의 총구에 몸을 들이대며 빨리 죽이라고 난동을 부렸다. 이 이상한 일본군 이야기는 앙가우르의 미군들 사이에 순식간에 화제가 되어 전설화했다.

### 포로수용소
그 후 며칠간의 포로 심문을 거쳐 펠렐리우섬에 위치한 펠렐리우 포로수용소로 신병이 옮겨진다. 이때 이미 "용감한 군인"의 전설이 펠렐리우까지 퍼져 있었고, 미군 측은 그를 요주의 인물 필두로 이름을 올렸다. 그러나 후나사카는 펠렐리우로 옮겨간지 이틀째 탈옥에 성공하여, 이후 1 킬로미터를 걸으면서 보이는 일본군의 시체들에서 소총탄 화약을 모아 미군의 탄약고를 폭파시켰다. 그 뒤에는 2회에 걸쳐 비행장에 불을 지르려 했으나 한 미군 장병에 의해 검거되어 실패한다. 이후 괌, 하와이, 샌프란시스코, 텍사스주 등에 위치한 포로 수용소를 종전 때까지 전전하다가 1946년에야 일본으로 귀국한다.

### 귀국
일본 육군의 앙가우르섬 수비대는 1944년 10월 19일에 옥쇄했고, 후나사카 역시 사망했다는 전사 통보가 같은 해 12월 30일에 본가에 통지되었다. 그래서 후나사카는 1946년에 귀국할 때까지 1년 3개월 동안 죽은 사람으로 취급되어 있었다. 후나사카는 고향에 돌아가자마자 가장 먼저 자기 무덤의 묘비를 뽑아 버렸다. 한동안 마을 사람들은 귀신이 아닌가 의심의 눈초리로 보았다 한다.

### 사업가로 변신
전후 부흥기, 후나사카는 전쟁 때의 강렬한 경험과 눈으로 직접 목도한 미국의 선진성을 배우는 것이 일본의 산업, 문화, 교육을 풍부하게 하는 것이 아닐까 생각하여 서점 경영을 구상한다. 후나사카는 시부야역 앞에 1평짜리 가게를 열고 여생을 서점 경영으로 사회에 헌신하고 싶다고 마음먹었다. 이후 사업이 번창하여 대성당서점 창설로 이어졌다.

### 검도
전후 검도 6단까지 승단했다. 검도 5단이었던 일본의 소설가인 미시마 유키오와는 검도를 통해 친분을 쌓았고, 이를 계기로 후나사카의 자서전 《영령의 절규―옥쇄의 섬 앙가우르》의 서문을 미시마가 써 주었다. 1970년에 미시마가 할복 자살할 때, 사용한 미시마의 애도는 후나사카가 선물한 것이었다.
또 후나사카는 당시 검도 10단이었던 80세의 모치다 세이지와 대련할 기회를 얻어 모치다에게 도전했지만 상대가 되지 않았다. 이 경험을 저서 《쇼와의 검성 모치다 세이지》에서 죽도를 잡고 약간의 시간밖에 흐르지 않았는데 땀이 뚝뚝 떨어지고 온몸이 뜨거워져 숨이 차 왔다며, 불가사의했다고 적고 있다.

### 평화운동
후나사카는 영령의 걸규 후기에 앙가우르섬에 위령비를 세우는 것을 자기 생애의 사명이라고 적었다. 이것은 후에 이 책을 읽은 사람들의 성금 등의 도움을 받고 책의 인세를 더하여 앙가우르 뿐 아니라 펠렐리우, 코롤, 괌 등의 섬들에 속속 위령비를 건립했다. 위령비를 건립한 뒤에는 그때까지의 저작권이나 로열티의 전액을 국제 적십자사에 기부했다.
서점 경영 와중에도 앙가우르섬에서의 위령 행사에는 매년 빠지지 않고 참여했다. 유족들을 모집하고 위령단을 조직해 현지 성묘를 인솔하고, 팔라우 원주민에 대한 지원과 팔라우-일본 간 교류 개발에 노력했다. 수년간 전몰자 조사와 유족에게의 연락 등의 왕성한 활동을 하며 여생을 바쳤다.
1981년에는 펠렐리우와 코롤에 존재했던 일본군 위안소의 위치에 대해 증언하는 책을 썼다. 2006년 2월 11일에 지병인 신부전으로 사망했다.

## 저서
- 『영령의 절규―옥쇄의 섬 앙가우르 전기』(英霊の絶叫 - 玉砕島アンガウル戦記) - 1966년 12월
- 『벚꽃아 벚꽃아 펠렐리우섬 동굴전』(サクラ サクラ ペリリュー島洞窟戦) - 1967년 8월
- 『옥쇄 암호전문으로 지은 팔라우 사투』( 玉砕 暗号電文で綴るパラオの死闘) - 1968년 8월
- 『이오지마―아아! 쿠리바야시 병단』(硫黄島-ああ!栗林兵団) - 1968년 8월
- 『순국의 불꽃』(殉国の炎) - 1971년 3월
- 『성서와 칼―태평양의 우정』(聖書と刀-太平洋の友情) - 1971년 10월
- 『칸노마고로쿠―미시마 유키오 그 죽음의 비밀』(関ノ孫六-三島由紀夫その死の秘密) - 1972년
- 『쇼와의 검성 모치다 세이지』(昭和の剣聖・持田盛二) - 1975년
- 『비화 팔라우 전기』(秘話パラオ戦記) - 1977년
- 『돌의 훈장』(石の勲章) - 1978년 8월
- 『멸진의 싸움 속의 전사들 옥쇄의 섬 팔라우 앙가우르』(滅尽争のなかの戦士たち 玉砕島パラオ・アンガウル) - 1979년 5월
- 『피바람 203 고지』(血風 二百三高地) - 1980년 8월
- 『옥쇄의 섬에 대의는 없었다』(玉砕戦の孤島に大義はなかった) - 1981년 6월. 동남아 지역의 일본군 위안부에 대한 증언도 포함되어 있다.

## 참고 문헌
- 戦史叢書・第13巻 中部太平洋陸軍作戦（2）ペリリュー・アンガウル・硫黄島（防衛庁防衛研修所 戦史部編・朝雲新聞社）
- 星亮一『アンガウル、ペリリュー戦記―玉砕を生きのびて』（河出書房新社・2008年） - 収容所での弘について記述。